# Phreatia muscicola
Phreatia muscicola är en orkidéart som beskrevs av Pieter van Royen. Phreatia muscicola ingår i släktet Phreatia och familjen orkidéer. Inga underarter finns listade i Catalogue of Life.